# Tauno Johannes Kukkamäki

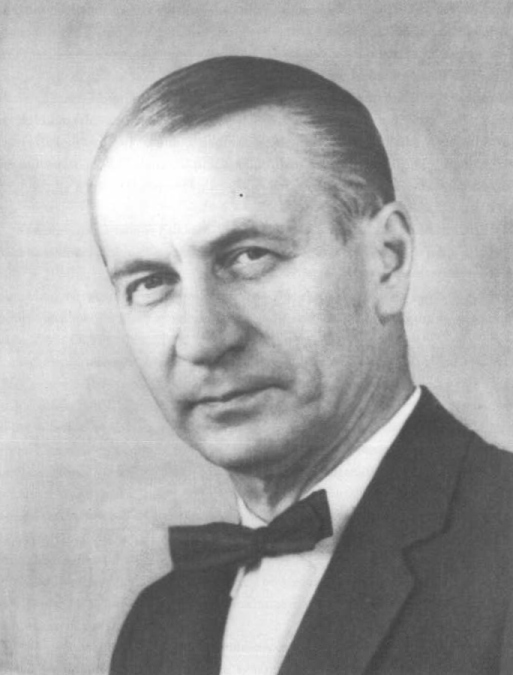
Tauno Kukkamäki Anfang der 1960er Jahre

Tauno Johannes Kukkamäki (* 11. Oktober 1909; † 1. Mai 1997) war ein finnischer Geodät. Er ist vor allem für seine Forschungen zur Justierung von Nivelliergeräten bekannt. Er verteidigte 1940 seine Doktorarbeit über die Längenmessung mittels Väisälä-Interferenzkomparator an der Universität Turku. Er fungierte von 1963 bis 1977 als Direktor des Finnischen Geodätischen Instituts. Außerdem war er Präsident der International Association of Geodesy (IAG). Der Asteroid (2159) Kukkamäki wurde ihm zu Ehren benannt.

## Veröffentlichungen
- Publications, Kukkamäki, T. J. (Tauno Johannes)